# Arcos (Minas Gerais)
Arcos es un municipio brasileño del estado de Minas Gerais. Se localiza a una latitud 20º17'29" sur y a una longitud 45º32'23" oeste, estando a una altitud de 740 metros. Su población estimada en 2004 era de 35 390 habitantes.